# Зверь (Marvel Comics)
Зверь (англ. Beast), настоящее имя Генри Филлип «Хэнк» Маккой (англ. Henry Philip "Hank" McCoy) — персонаж комиксов издательства Marvel Comics, член команды супергероев-мутантов Люди Икс. Был создан писателем Стэном Ли и художником Джеком Кирби и впервые появился в выпуске X-Men № 1 в сентябре 1963 года.
Несмотря на свой звериный внешний вид, Хэнк обладает блестящим интеллектом, является известным политиком, мировым авторитетом в области биофизики, биохимии и генетики, доктором команды Люди Икс, а также знатоком естественных наук, математики и преподавателем в Институте Ксавьера.
Зверь появлялся на протяжении многих лет во всех сериях комиксов о Людях Икс, был членом таких известных команд как Мстители и Защитники.

## Биография

### История Хэнка
Нортон Маккой был инженером на атомной электростанции, когда там произошла мощная утечка радиации. Она изменила его гены. Потому сын Нортона, Генри, уже родился мутантом — с непривычно большими руками и ногами. И хотя в школе многие издевались над мальчиком за нетипичную внешность, Генри демонстрировал удивительные способности в учёбе и с блеском поступил в университет. Там его признали одним из самых многообещающих молодых учёных. К тому же Генри стал капитаном университетских команд по лёгкой атлетике и американскому футболу. Вскоре его пригласили в Институт для одарённых подростков — Профессор Ксавьер как раз собирал первую команду под названием Люди Икс. Здесь Хэнк встретил новых друзей и стал усиленно исследовать проблему мутации и эволюции организмов. В какой-то момент Зверь даже поступил на работу в корпорацию «Брэнд», занимающуюся генетическими исследованиями, но вскоре выяснил, что за официальной вывеской скрывалась подпольная лаборатория по созданию нового вида оружия. Зверю удалось сорвать злодейские разработки, но ради этого пришлось вколоть себе экспериментальную сыворотку. Она дала Хэнку новые способности, но буквально превратила в зверя — у него отросла шерсть и выросли когти. До этого у него были руки на ногах. С тех пор Хэнк вынужден бороться со своей «звериной натурой» и с общественным предубеждением. В научных кругах уже привыкли к его внешности, но обычных людей она иногда пугает. Но потом оказалось, что многих женщин привлекает его внешность. Вернувшись в Лабораторию Брэнда, он обнаруживает, что его девушка Линда Дональдсон является агентом преступной Тайной Империи, и они распадаются. Вскоре после этой трансформации Зверь был принят на службу к Мстителям в качестве временного члена. Позже он получает полное членство в Мстителях и остается членом в течение многих лет, став близким другом Чудо-Человека. Он периодически покидает команду, чтобы присоединиться к Людям Икс во время нужды (например, «Сага о Темном Фениксе»). Зверь каждый раз возвращается к Мстителям, но в конечном итоге уходит, чтобы команда, в которой на тот момент было шесть человек, могла быть пополнена новыми рекрутами.
Позже он присоединяется к Защитникам, остается с командой на организацию, как «новые» Защитники, и является одним из конечных уцелевших членов во время своего первого расформирования в результате битвы с Лунным Драконом. Зверь и собрат выживших защитников Ангел и Человек-Лёд контактируют вскоре после того, как с помощью Циклопа и Джин Грей, чтобы сформировать новую группу, X-Factor.

## Альтернативные версии

### Ultimate Marvel
Хэнк родился с очень большими руками и ногами. Сначала родители посчитали, что это случилось из-за радиоактивного облучения, которому подвергся его отец, когда он работал на заводе. Однако, после того как Хэнк открыл свои необычные способности, стало ясно, что он — мутант, и окружающие, в том числе и родители, стали избегать его. Не выдержав оскорблений и издевательств со стороны людей, Хэнк уехал в Нью-Йорк. Там он впервые увидел по телевизору расправу стражей над мутантами в Лос-Анджелесе. С этого момента Хэнк понял, что ему как мутанту нет места не только в родном городе, но и вообще в мире людей, боящихся и ненавидящих таких, как он. К счастью, в одном из баров Нью-Йорка Хэнк встретил Марвел, которая пригласила его присоединиться к Чарльзу Ксавьеру и его команде Людей Икс. Став студентом Института Ксавера, Хэнк получил новое имя Зверь и обрёл настоящих друзей, о которых мечтал с детства. Несмотря на грубую внешность, Зверь обладает очень высоким уровнем интеллекта. Поэтому он гораздо быстрее, чем другие новобранцы Института Шторм и Колосс, научился пользоваться своими способностями. Кроме того, он обнаружил потрясающие знания в области техники и электроники, что сделало его просто незаменимым участником Людей Икс.
Во время одного из заданий Зверь спасает Бобби Дрейка, когда его пытаются убить стражи. Во время операции по спасению дочери президента Хэнк получает серьёзное ранение. Его приходится лечить антибиотиками, из-за которых его волосы становятся синими. После «усовершенствования» на базе «Оружия X» его кожа становится полностью синей, и появляются сверхчутьё и другие звериные способности.
Погиб во время событий Ультиматума в Нью-Йорке.

## Вне комиксов

### Фильмы
- Зверь должен был появиться в фильме «Люди Икс», но из-за проблем с гримом его в качестве доктора заменила Джин Грей. Джордж Буза, который озвучил его в оригинальном мультсериале, появился в эпизодической роли как водитель грузовика в начале фильма.
- Зверь появился в раннем проекте фильма «Люди Икс 2», но был удалён из-за большого количества персонажей. Однако он появился в камео в нормальном человеческом обличье и был сыгран Стивом Бачичем. Он появляется в телерепортаже в баре в качестве специалиста по вопросам человеческих мутаций. В удалённой сцене, где Церебро была установлена для уничтожения мутантов, среди них присутствовал Хэнк, пострадавший от машины, в результате чего он покрывается синей шерстью.
- В фильме «Люди Икс: Последняя битва» его роль исполняет актёр Келси Грэммер. Зверь являлся одним из первых участников Людей Икс, и после того, как окончил институт, он стал заниматься политикой, став начальником департамента по делам мутантов в правительстве США. Показан как блестящий научный сотрудник и уважаемый политик с огромным интеллектом и пониманием генетики мутантов. Зверь первым связывается с профессором Ксавьером и сообщает ему о найденном лекарстве против мутации. После того, как внедрение лекарства идёт принудительно и без ведома Хэнка, он уходит в отставку со своего поста в правительстве и прибывает в особняк Ксавьера. Во время битвы на острове Алькатрас, Зверь присоединяется к Людям Икс, надевает свой старый костюм, и помогает сражаться против Братства Мутантов. В конце он вводит в Магнито лекарство, которое лишает его сил. После он стал послом Соединённых Штатов в Организации Объединённых Наций. В альтернативной сцене показано, что Зверь остаётся в качестве учителя в институте. Также удалена сцена, где один из членов Братства Мутантов повреждает ему шею.
- В фильме «Люди Икс: Первый Класс» роль молодого Хэнка МакКоя исполнил актёр Николас Холт. Здесь он был влюблён в Мистик и изначально мутация дала ему только цепкие пальцы ног и сверхчеловеческую ловкость, но из-за его попытки излечиться его тело покрылось синей шерстью. Изначально является объектом издевательств Хавока, но позже тот начинает ценить его как друга. В фильме Зверь — пилот и конструктор самолёта «Чёрная птица».
- В фильме «Люди Икс: Дни минувшего будущего» роль Зверя снова исполнили: в прошлом — Николас Холт[13], а в краткой сцене нового будущего — Келси Грэммер[14]. По сюжету фильма Хэнк создал сыворотку, которая возвращает ему нормальный внешний вид, пока он не злится.[15] Согласно сайту вирусного маркетинга фильма Хэнк Маккой был убит ненавистниками мутантов в своём доме в 2015 году(Хэнк спрашивал о дальнейшей судьбы в будущем, Логану когда Магнето захватил Белый Дом).[16]
- Холт вернулся к роли Зверя в фильме «Люди Икс: Апокалипсис».[17] Когда Хавок приводит в школу мутантов своего младшего брата Скотта, то Хэнк создает для него защитные очки. Вскоре могущественный мутант по прозвищу Апокалипсис похищает Профессора Икс, после этого Хавок погибает, а Зверь наряду с Мойрой, Ртутью и Мистик был схвачен Уильямом Страйкером, но освобожден Циклопом, Ночным Змеем и Джин Грей. Во время миссии по спасению Ксавье команда мутантов сражается с приспешниками Апокалипсиса, Зверь дрался против Псайлок. В битве с Апокалипсисом Зверь спасает от него Ртуть, Мистик и Циклопа. В конце Зверь с Мистик обучают Людей Икс «Первого Поколения» (Циклоп, Феникс, Шторм, Ночной Змей и Ртуть), в тренировочной комнате опасностей.

### Кинематографическая вселенная Marvel
Кесли Грэммер повторил роль Зверя фильме Кинематографической вселенной Marvel «Капитан Марвел 2» в сцене после титров, где встречает Монику Рамбо.

### Телевидение
Зверь появился в следующих мультсериалах:
- «Супергерои Marvel» (1966)
- «Человек-паук и его удивительные друзья» (1981—1983)
- «Люди Икс» (1992—1997)
- «Человек-паук» (1994—1996) — В русском переводе Тварь.
- «Люди Икс: Эволюция» (2000—2003)
- «Росомаха и Люди Икс» (2008—2009)
- «Робоцып» (2005)
- «Также имел камео в мультсериале Совершенный Человек-паук» (2012)

### Видеоигры
- Зверь играбельный персонаж в мобильной игре Marvel Future Fight.
- Появляется в сюжете и является играбельным персонажем в Lego Marvel Super Heroes.

## Критика и отзывы
В 2008 году журнал Wizard поставил Зверя на 180 место в списке «200 лучших персонажей комиксов всех времён»,
Журнал BusinessWeek включил его в список «Десять самых умных персонажей американских комиксов»,
В 2011 году он занял 58 место в списке «Сто лучших персонажей комиксов всех времён» по версии сайта IGN.